# Società Anonima Revelli Manifattura Armi Guerra
La Società Anonima Revelli Manifattura Armi Guerra, dal 1941 denominata Società Anonima Armaguerra, è stata una Società di progettazione e produzione di armi leggere, fondata a Genova il 21 ottobre 1936 da Francesco Ettore Nasturzio e Gino Revelli.
In seguito agli eventi della Seconda Guerra Mondiale, la ditta venne riconvertita per l'industria civile sotto il nome "Officine Meccaniche Cremonesi", ma nel 1948 le attività cessarono del tutto e gli stabilimenti produttivi vennero rilevati da altre ditte.

## Storia
Gino Revelli era figlio di Abiel Bethel Revelli, prolifico inventore e militare italiano; nel 1932 cominciò a collaborare con l'ing. Giuseppe Pavesi, in un'officina a Villa Poma, frazione di Poggio Rusco, in provincia di Mantova. Qui i due si dedicarono allo sviluppo di diverse innovazioni su armi già esistenti, come modifiche per la Mitragliatrice mod. 1914, il riutilizzo delle vecchie Pistole Mitragliatrici in Moschetti Automatici e alla progettazione di nuove armi automatiche. Nel 1934 Gino si mise in contatto con Ettore Francesco Nasturzio, imprenditore Genovese, proponendogli di investire nel Fucile semiautomatico che stava sviluppando e che aveva già proposto al Regio Esercito in una sessione di prova nell'Ottobre 1932. Nasturzio accettò, investendo prima piccole somme, convincendo Gino a proteggere i propri brevetti sotto il marchio Ing. Revelli, depositato il 5 Gennaio 1935; poi investendo 100 000 lire per fondare, il 21 Ottobre 1936, la Società Anonima Revelli Manifattura Armi Guerra, con sede legale a Genova.
Il Fucile Semiautomatico di Revelli prese parte ai successivi concorsi del Regio Esercito per l'adozione di un Fucile semiautomatico. Nelle gare finali, svoltesi tra Settembre 1938 e Gennaio 1939, nonostante non rispondesse a tutti i requisiti richiesti, vinse la gara, venendo adottato formalmente come Fucile Semiautomatico Armaguerra Mod. 39. Con un ordine di 50 000 armi, la ditta decise di aprire un nuovo stabilimento produttivo a Cremona, probabilmente con l'aiuto o l'ingerenza di Farinacci, gerarca del capoluogo lombardo.

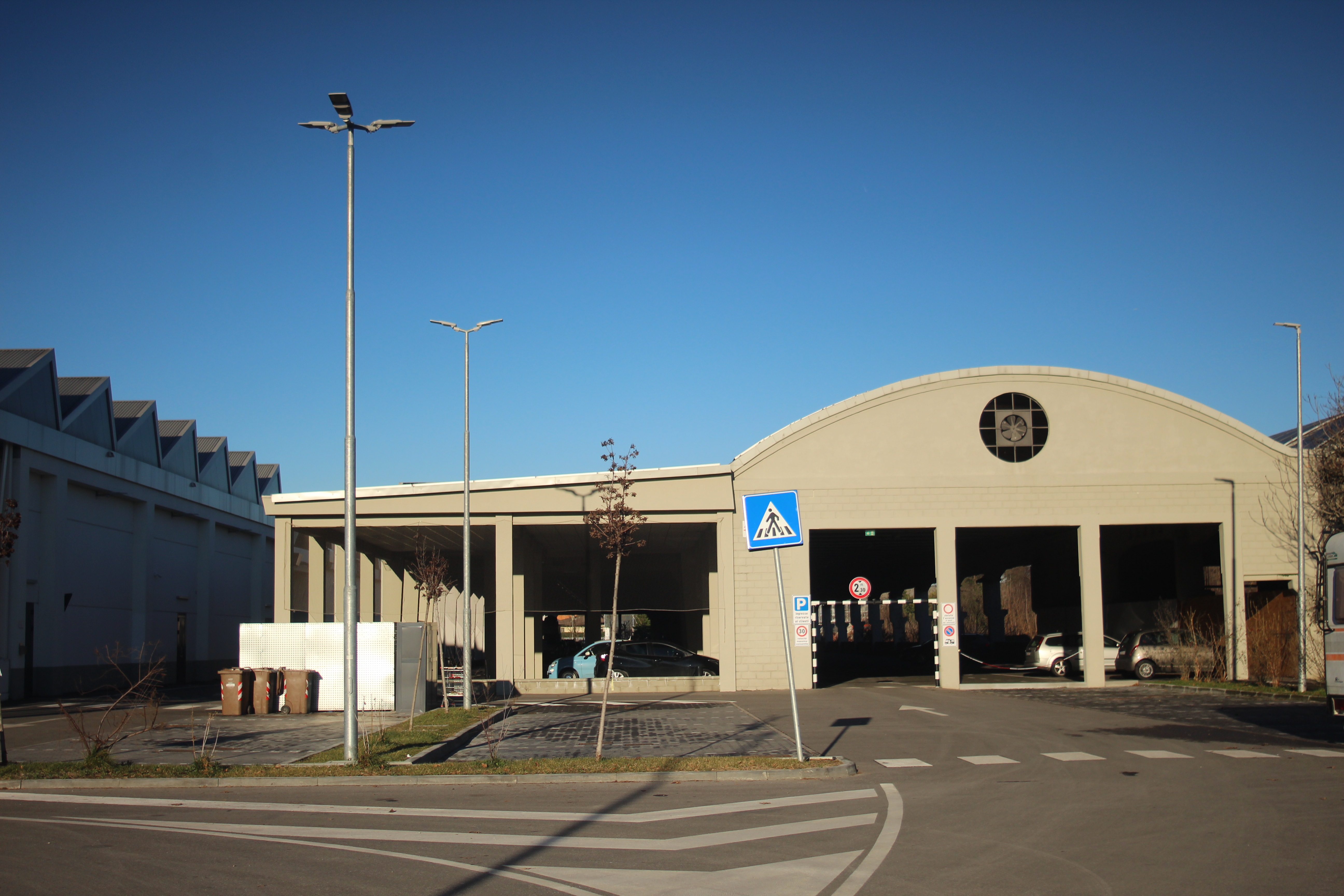
Gli ex impianti produttivi dell'Armaguerra di Cremona, fotografati nel 2024 dopo la ristrutturazione

Nonostante l'ingresso dell'Italia nel secondo conflitto mondiale portò all'annullamento improvviso del contratto per i fucili semiautomatici, la ditta venne incaricata di produrre 300 000 Fucili Mod. 41, in modo tale da evitare i problemi economici e legali che la rottura del contratto avrebbe portato.
Il 30 Settembre 1941 la ditta cambiò ragione sociale, diventando S.A. Armaguerra - Cremona, Pur mantenendo la sede legale a Genova.
Nel Settembre del 1943 la ditta venne posta sotto il diretto controllo delle truppe tedesche, per mantenerne saldamente il controllo e mantenere la produzione bellica. In questo periodo continuò la produzione di armi od. 91/41 a cui vennero accostati diversi progetti di Pistole Mitragliatrici (Armaguerra OG-43 e OG-44) e una breve produzione di Pistole Beretta mod. 34, assemblate con pezzi provenienti da altri stabilimenti produttivi (come la F.N.A. di Brescia). Il forte movimento operaio all'interno della ditta e la scarsa collaborazione da parte della dirigenza mantennero l'output produttivo al minimo. Pertanto nel Dicembre 1944, l'occupante tedesco, anche in previsione della prossima offensiva Anglo-Americana, decise di spostare tutti gli impianti produttivi al nord, nelle gallerie del Lago di Garda e a Vipiteno, dove i Macchinari dell'Armaguerra vennero allestiti nella Caserma Gondar, sotto il controllo diretto della ditta Krieghoff.
Dopo la guerra la ditta tentò di rientrare in possesso dei macchinari, intervenendo senza successo presso il Governo Militare Alleato. Nell'estate del 1945 la ditta venne riconvertita a produzioni civili e rinominata Officine Meccaniche Cremonesi, attività che terminerà nel 1948.
I vecchi impianti produttivi sono stati ristrutturati ed oggi ospitano un centro commerciale ed un supermercato.